# El Valle, Ario
El Valle är en ort i Mexiko.   Den ligger i kommunen Ario och delstaten Michoacán de Ocampo, i den södra delen av landet, 280 km väster om huvudstaden Mexico City. El Valle ligger 1 457 meter över havet och antalet invånare är 107.
Terrängen runt El Valle är lite bergig, och sluttar västerut. Runt El Valle är det ganska glesbefolkat, med 48 invånare per kvadratkilometer. Närmaste större samhälle är Ario de Rosales, 6,1 km nordost om El Valle. I omgivningarna runt El Valle växer huvudsakligen savannskog.